# Mascarenium kraulti
Mascarenium kraulti är en skalbaggsart som beskrevs av Yves Gomy 1978. Mascarenium kraulti ingår i släktet Mascarenium och familjen stumpbaggar. Inga underarter finns listade i Catalogue of Life.